# Charles Huddy
Pour les articles homonymes, voir Huddy.
Charles William Huddy, dit Charlie Huddy (né le 2 juin 1959 à Oshawa, dans la province de l'Ontario au Canada) est un joueur professionnel de hockey sur glace devenu entraîneur.

## Carrière
Joueur jamais sélectionné lors d'un repêchage de la Ligue nationale de hockey, Charlie Huddy devient joueur professionnel en 1979 après avoir disputé deux saisons avec les Generals d'Oshawa de l'Association de hockey de l'Ontario. Il signe alors un contrat en tant qu'agent libre avec les Oilers d'Edmonton qui en sont à leur première saison en LNH. Huddy rejoint pour la saison suivante le club affilié aux Oilers dans la Ligue centrale de hockey, les Apollos de Houston.
Disputant principalement la saison 1980-1981 avec le Wind de Wichita de la LCH, il est néanmoins appelé à disputer douze rencontres avec les Oilers où il inscrit sept points. Satisfaite de ses performances, l'équipe lui offre un poste permanent la saison suivante après qu'il a commencé celle-ci en LCH. Huddy poursuit alors sur sa lancée et dès la saison 1982-1983, il obtient sa meilleure saison en carrière alors qu'il récolte 57 points en 76 rencontres en plus de voir les jeunes Oilers s'incliner en finale de la Coupe Stanley face aux Islanders de New York qui sont alors sacrés champion pour la quatrième année de suite.
Cette défaite en finale laisse un goût amer à Huddy et ses coéquipiers, mais les Oilers ne se laissent pas abattre et ils retournent en finale dès la saison suivante contre ces mêmes Islanders et cette fois, ils réussissent à mettre la main sur la première Coupe Stanley de leur histoire. En Septembre 1984, le défenseur est appelé à représenter le Canada à l'occasion de la Coupe Canada où le pays met la main sur la médaille d'or.
De retour avec les Oilers, le défenseur récolte sa deuxième meilleure production de points en carrière lors de la saison 1984-1985 alors qu'il cumule 51 points en 80 parties. De plus, il voit son équipe remporter une deuxième Coupe d'affilée alors qu'ils disposent en finale des Flyers de Philadelphie.
Les puissants Oilers ont tout pour remporter une troisième coupe de suite en 1985-1986, cependant lors de la finale d'association qui les opposent aux Flames de Calgary, l'équipe voit son défenseur Steve Smith faire dévier la rondelle sur son propre gardien Grant Fuhr qui ne peut la maitriser à temps. Cette erreur donne ainsi l'avance aux Flames dans la rencontre et incapable de niveler la marque, les Oilers sont éliminés.
Les Oilers prouvent par la suite qu'il s'agissait bien d'une erreur de parcours alors qu'il reviennent en force la saison suivante, remportant leur troisième championnat alors qu'il vainquent en sept rencontres les Flyers. Puis ils réitèrent en 1988 alors qu'il défont en quatre rencontres les Bruins de Boston pour ainsi mettre la mains sur leur quatrième titre en cinq ans.
Malgré la perte du joueur étoile Wayne Gretzky qui fut échangé aux Kings de Los Angeles au cours de l'été, Huddy voit l'équipe rester dominante et ainsi ils retournent jusqu'en finale d'association où ils s'inclinent cependant face aux Flames. Mené la saison suivante par des joueurs aguerris tel Huddy, Mark Messier, Jari Kurri en plus d'un solide gardien en Bill Ranford, les Oilers remportent une cinquième Coupe Stanley.
Le défenseur reste une saison de plus avec les Oilers avant de passer aux mains des Kings de Los Angeles. Huddy ne doit pas attendre longtemps avant de retourner en finale alors qu'en 1992-1993, il voit les Kings mené par Gretzky s'incliner face aux Canadiens de Montréal.
Après avoir commencé la saison 1994-1995 avec les Kings, ceux-ci l'échange aux Sabres de Buffalo en retour notamment de son ancien coéquipier chez les Oilers, Grant Fuhr. Il reste avec Buffalo un an avant d'être cédé durant la saison 1995-1996 aux Blues de Saint-Louis avec qui il ne dispute que douze rencontres avant de retourner avec l'organisation des Sabres pour une saison supplémentaire.

### Carrière d'entraîneur
Huddy annonce son retrait de la compétition à l'été 1997 mais ne reste pas hors du hockey longtemps alors qu'il accepte le poste d'entraineur-chef du Blizzard de Huntington de l'ECHL. Il ne reste à la barre de l'équipe qu'une saison où il conserve une fiche de 34 victoires pour 29 revers et voit son équipe s'incliner au premier tour des séries éliminatoires.
Il rejoint en 1998 les Rangers de New York pour qui il agit durant deux saisons en tant qu'entraîneur-adjoint puis il accepte les mêmes fonctions à l'été 2000 pour les Oilers d'Edmonton. Huddy reste durant huit saisons avant d'obtenir le poste d'adjoint chez les Stars de Dallas en 2009.
En juillet 2011, il devient entraîneur-adjoint de la nouvelle formation des Jets de Winnipeg.

## Statistiques

### Statistiques en club
| Saison     | Équipe                 | Ligue      |       | Saison régulière | Saison régulière | Saison régulière | Saison régulière | Saison régulière |    | Séries éliminatoires | Séries éliminatoires | Séries éliminatoires | Séries éliminatoires | Séries éliminatoires |
| Saison     | Équipe                 | Ligue      | PJ    | B                | A                | Pts              | Pun              | PJ               | B  | A                    | Pts                  | Pun                  |                      |                      |
| 1977-1978  | Generals d'Oshawa      | AHO        | 59    | 17               | 18               | 35               | 81               | 6                | 2  | 1                    | 3                    | 10                   |                      |                      |
| 1978-1979  | Generals d'Oshawa      | AHO        | 64    | 20               | 38               | 58               | 108              | 5                | 3  | 4                    | 7                    | 12                   |                      |                      |
| 1979-1980  | Apollos de Houston     | LCH        | 79    | 14               | 34               | 48               | 46               | 6                | 1  | 0                    | 1                    | 2                    |                      |                      |
| 1980-1981  | Oilers d'Edmonton      | LNH        | 12    | 2                | 5                | 7                | 6                |                  |    |                      |                      |                      |                      |                      |
| 1980-1981  | Wind de Wichita        | LCH        | 47    | 8                | 36               | 44               | 71               | 17               | 3  | 11                   | 14                   | 10                   |                      |                      |
| 1981-1982  | Oilers d'Edmonton      | LNH        | 41    | 4                | 11               | 15               | 46               | 5                | 1  | 2                    | 3                    | 14                   |                      |                      |
| 1981-1982  | Wind de Wichita        | LCH        | 32    | 7                | 19               | 26               | 51               |                  |    |                      |                      |                      |                      |                      |
| 1982-1983  | Oilers d'Edmonton      | LNH        | 76    | 20               | 37               | 57               | 58               | 15               | 1  | 6                    | 7                    | 10                   |                      |                      |
| 1983-1984  | Oilers d'Edmonton      | LNH        | 75    | 8                | 34               | 42               | 43               | 12               | 1  | 9                    | 10                   | 8                    |                      |                      |
| 1984-1985  | Oilers d'Edmonton      | LNH        | 80    | 7                | 44               | 51               | 46               | 18               | 3  | 17                   | 20                   | 17                   |                      |                      |
| 1985-1986  | Oilers d'Edmonton      | LNH        | 76    | 6                | 35               | 41               | 55               | 7                | 0  | 2                    | 2                    | 0                    |                      |                      |
| 1986-1987  | Oilers d'Edmonton      | LNH        | 58    | 4                | 15               | 19               | 35               | 21               | 1  | 7                    | 8                    | 21                   |                      |                      |
| 1987-1988  | Oilers d'Edmonton      | LNH        | 77    | 13               | 28               | 41               | 71               | 13               | 4  | 5                    | 9                    | 10                   |                      |                      |
| 1988-1989  | Oilers d'Edmonton      | LNH        | 76    | 11               | 33               | 44               | 52               | 7                | 2  | 0                    | 2                    | 4                    |                      |                      |
| 1989-1990  | Oilers d'Edmonton      | LNH        | 70    | 1                | 23               | 24               | 56               | 22               | 0  | 6                    | 6                    | 11                   |                      |                      |
| 1990-1991  | Oilers d'Edmonton      | LNH        | 53    | 5                | 22               | 27               | 32               | 18               | 3  | 7                    | 10                   | 10                   |                      |                      |
| 1991-1992  | Kings de Los Angeles   | LNH        | 56    | 4                | 19               | 23               | 43               | 6                | 1  | 1                    | 2                    | 10                   |                      |                      |
| 1992-1993  | Kings de Los Angeles   | LNH        | 82    | 2                | 25               | 27               | 64               | 23               | 1  | 4                    | 5                    | 12                   |                      |                      |
| 1993-1994  | Kings de Los Angeles   | LNH        | 79    | 5                | 13               | 18               | 71               |                  |    |                      |                      |                      |                      |                      |
| 1994-1995  | Kings de Los Angeles   | LNH        | 9     | 0                | 1                | 1                | 6                |                  |    |                      |                      |                      |                      |                      |
| 1994-1995  | Sabres de Buffalo      | LNH        | 32    | 2                | 4                | 6                | 36               | 3                | 0  | 0                    | 0                    | 0                    |                      |                      |
| 1995-1996  | Sabres de Buffalo      | LNH        | 52    | 5                | 5                | 10               | 59               |                  |    |                      |                      |                      |                      |                      |
| 1995-1996  | Blues de Saint-Louis   | LNH        | 12    | 0                | 0                | 0                | 6                | 13               | 1  | 0                    | 1                    | 8                    |                      |                      |
| 1996-1997  | Sabres de Buffalo      | LNH        | 1     | 0                | 0                | 0                | 0                |                  |    |                      |                      |                      |                      |                      |
| 1996-1997  | Americans de Rochester | LAH        | 63    | 6                | 8                | 14               | 36               | 4                | 0  | 0                    | 0                    | 0                    |                      |                      |
| Totaux LNH | Totaux LNH             | Totaux LNH | 1 017 | 99               | 354              | 453              | 785              | 183              | 19 | 66                   | 85                   | 135                  |                      |                      |

### Statistiques en équipe nationale
| Année | Équipe | Compétition  |   | PJ | B | A | Pts | Pun           |  | Résultats |
| 1984  | Canada | Coupe Canada | 7 | 0  | 2 | 2 | 2   | Médaille d'or |  |           |

## Honneurs et trophées
- Ligue nationale de hockey
  - Vainqueur de la Coupe Stanley à cinq reprises avec les Oilers d'Edmonton en 1984, 1985, 1987,1988 et 1990.
  - Récipiendaire du trophée plus-moins de la LNH en 1983.

## Transactions en carrière
- 14 septembre 1979 : signe à titre d'agent libre avec les Oilers d'Edmonton.
- 30 mai 1991 : réclamé par les North Stars du Minnesota lors de leur repêchage d'expansion.
- 22 juin 1991 : échangé par les North Stars avec Randy Gilhen, Jim Thomson et le choix de quatrième ronde des Rangers de New York au repêchage de 1991 (choix acquis précédemment, les Kings sélectionnent avec ce choix Alekseï Jitnik) aux Kings de Los Angeles en retour de Todd Elik.
- 14 février 1995 : échangé par les Kings avec Alekseï Jitnik, Robb Stauber et le choix de cinquième ronde des Kings au repêchage de 1995 (choix acquis précédemment, les Sabres sélectionnent avec ce choix Marian Menhart) aux Sabres de Buffalo en retour de Philippe Boucher, Denis Tsygourov et Grant Fuhr.
- 19 mars 1996 : échangé par les Sabres avec leur choix de septième ronde au repêchage de 1996 (les Bluess sélectionnent avec ce choix Daniel Corso) aux Blues de Saint-Louis en retour de Denis Hamel.
- 26 septembre 1996 : signe à titre d'agent libre avec les Sabres de Buffalo.